# Neoscirula miaofengensis
Neoscirula miaofengensis är en spindeldjursart som beskrevs av Lin och Zhang 1998. Neoscirula miaofengensis ingår i släktet Neoscirula och familjen Cunaxidae. Inga underarter finns listade i Catalogue of Life.